# Pandemia
Pandemia (eller Pandemic) er et brætspil, der blev designet af Matt Leacock og udgivet af Z-Man Games i 2007 i en engelsk udgave. Spillet går ud på at samarbejde om at løse en fælles opgave, frem for at spillerne spiller mod hinanden. Præmissen i spillet er, at verden er blevet ramt af en fire sygdomme, der hver især truer med at udrydde livet i en region. De to til fire spillere, der kan deltage, får hver en rolle som enten kommunikationsleder, læge, videnskabsmand, forsker eller indsatsleder. I fællesskab skal de finde en kur mod de truende sygdomme.
Der er kommet tre udvidelsespakker til spillet, som har fået en række priser. Blandt andet fik det Juryens Specialpris ved uddelingen af Guldbrikken 2015 (årets bedste brætspil).